# Athetis expolita
Athetis expolita là một loài bướm đêm trong họ Noctuidae.